# چینه‌شناسی

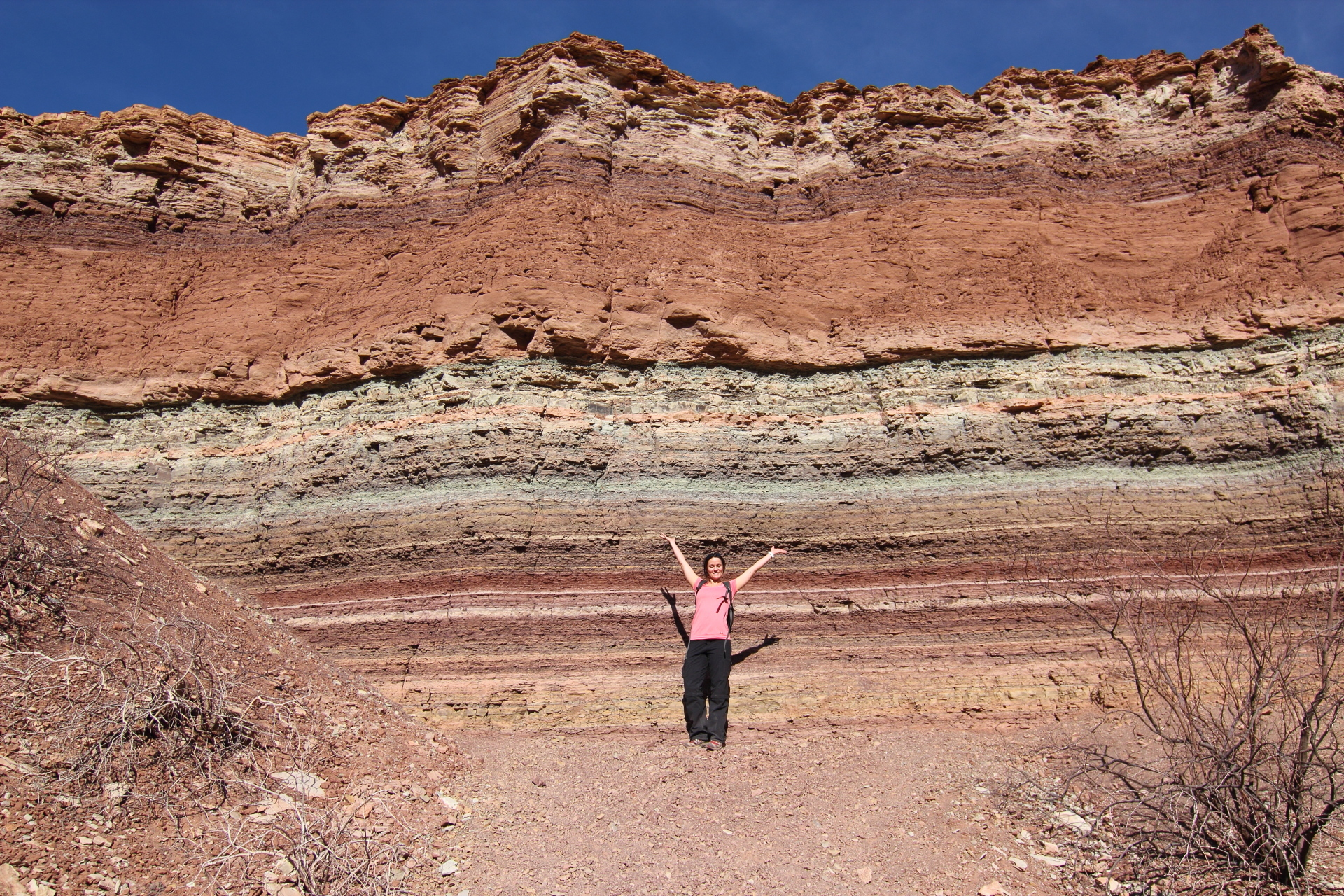
لایه‌های زمین‌شناسی در کافایاته، استان سالتا، آرژانتین

چینه‌شناسی یا چینه‌نگاری (به انگلیسی: Stratigraphy) شاخه‌ای از دانش زمین‌شناسی است که چگونگی پیدایش، ترتیب توالی، ساختمان، سنگواره‌ها و سنگ‌شناسی، قدمت سنگ‌ها و چینه‌های پوسته زمین را بررسی می‌کند.

## تاریخچه
چینه‌شناسی را ابتدا در سال ۱۶۶۹ یک کشیش کاتولیک به نام نیلز ستی‌اینسن با آوردن چند موضوع از جمله قانون برهم‌چینی پایه گذاشت.
اولین کاربرد مقیاس وسیع چینه‌شناسی توسط ویلیام اسمیت در دهه ۱۷۹۰ و اوایل قرن ۱۹ بود. او معروف به «پدر زمین‌شناسی انگلیسی» شد.

## ارتباط چینه‌شناسی با سایر علوم
علم چینه‌شناسی تاریخ حوادث زمینی را بر ما معلوم می‌دارد؛ بنابراین، می‌توان گفت که این علم تقریباً با تمام علوم زمین کم و بیش ارتباط دارد.